# 인연을 긋다
《인연을 긋다》는 2022년에 개봉한 대한민국의 영화이다.

## 캐스팅
- 김지영 : 서인숙 역
- 조은숙 : 김혜란 역
- 정영숙 : 홍귀덕 역
- 정의갑 : 동규 역
- 양재원 : 석규 역